# Calliclytus
Calliclytus is een kevergeslacht uit de familie van de boktorren (Cerambycidae). De wetenschappelijke naam van het geslacht werd voor het eerst geldig gepubliceerd in 1932 door Fisher.

## Soorten
Calliclytus omvat de volgende soorten:
- Calliclytus macoris Lingafelter, 2011
- Calliclytus schwarzi Fisher, 1932